# موزه فلک‌الافلاک
موزه فلک‌الافلاک یا موزه قلعه یا موزه دژ شاپورخواست یکی از موزه‌های مردم‌شناسی استان لرستان است. این موزه در قلعه فلک‌الافلاک قرار دارد و در دوره پهلوی با قرار دادن برخی مدارک فرهنگی فعالیت خود را آغاز کرد اما پس از انقلاب ۱۳۵۷ فعالیت آن متوقف شد. موزه پس از جنگ ایران و عراق و در سال ۱۳۶۷ فعالیت خود را از سر گرفت.

موزه قلعه بین سال‌های ۱۳۸۵ تا ۱۳۸۷ به علت نبود امکانات نگهداری استاندارد تعطیل بود. این موزه ۱۲ ویترین دارد که هر ویترین ۵۰ اثر تاریخی را به نمایش می‌گذارد.همچنین زندانی که آیت الله کاشانی را در آن زندانی کردند وجود دارد. 

## موزه مردم شناسی
بخش مردم‌شناسی موزه قلعه در سال ۱۳۸۱ افتتاح شد و دارای ۱۲ سالن است که آداب و رسوم مردم لر را به نمایش می‌گذارد.

## نگارخانه

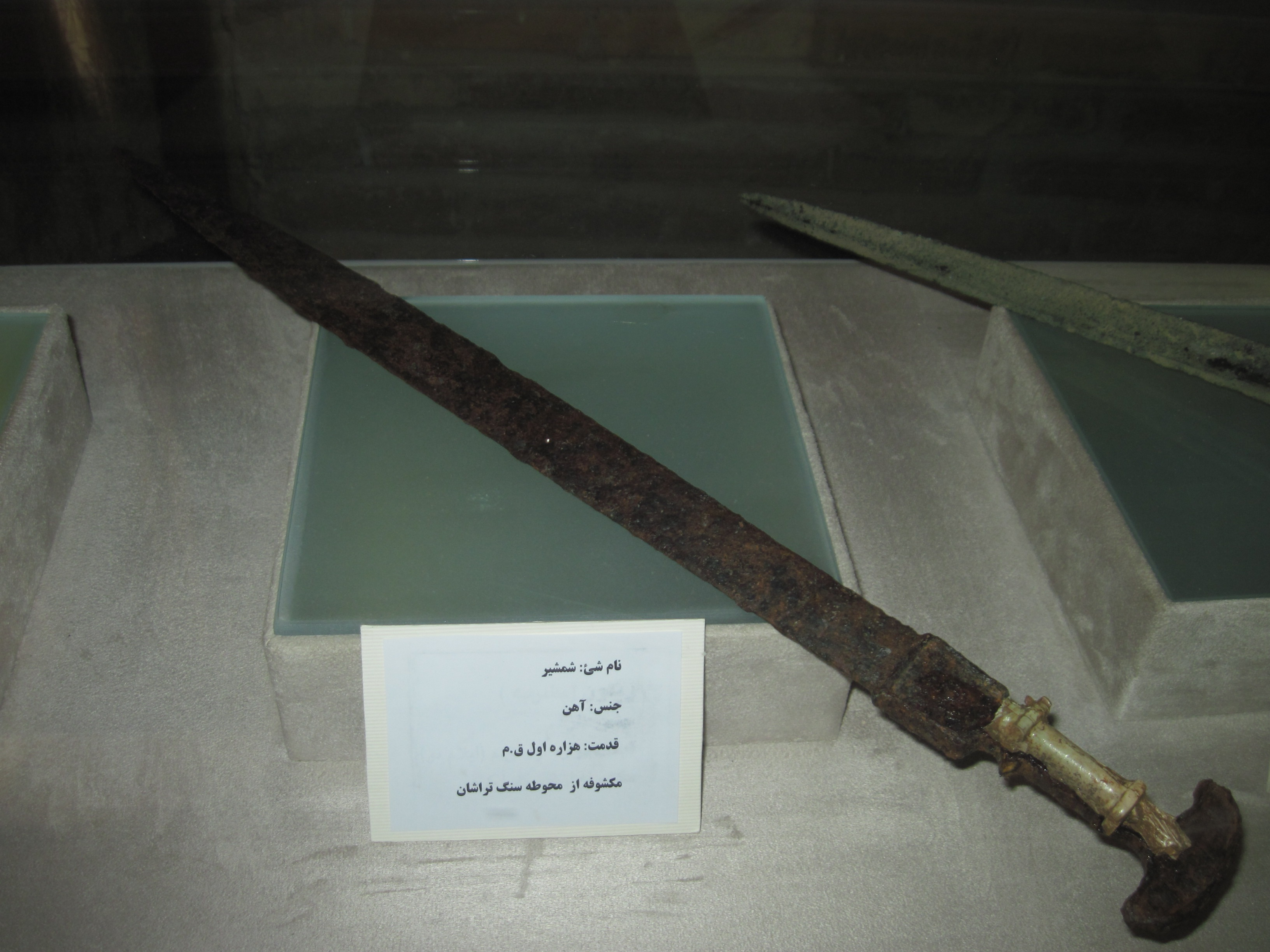
شمشیر آهنی
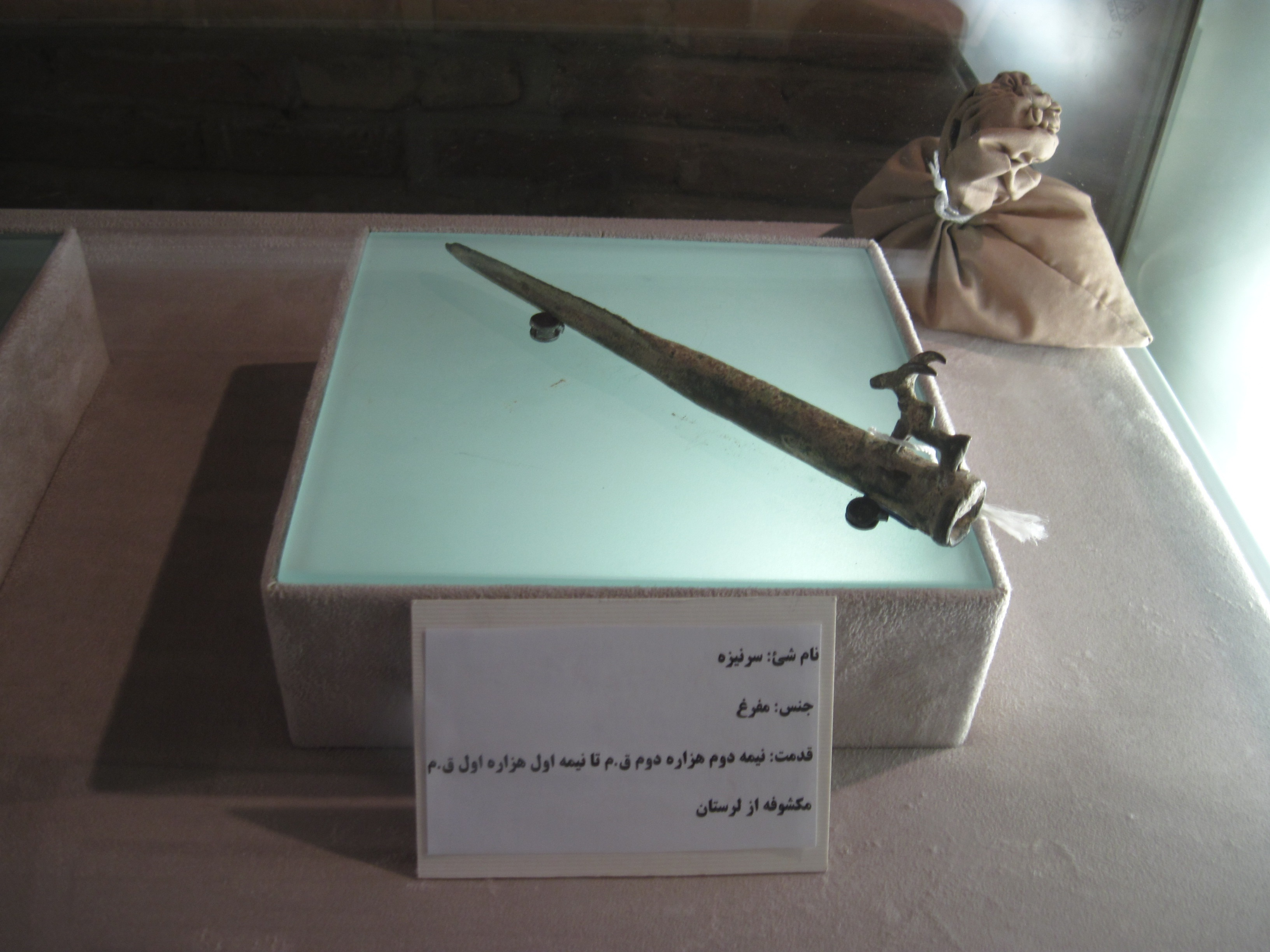
سرنیزه مفرغی
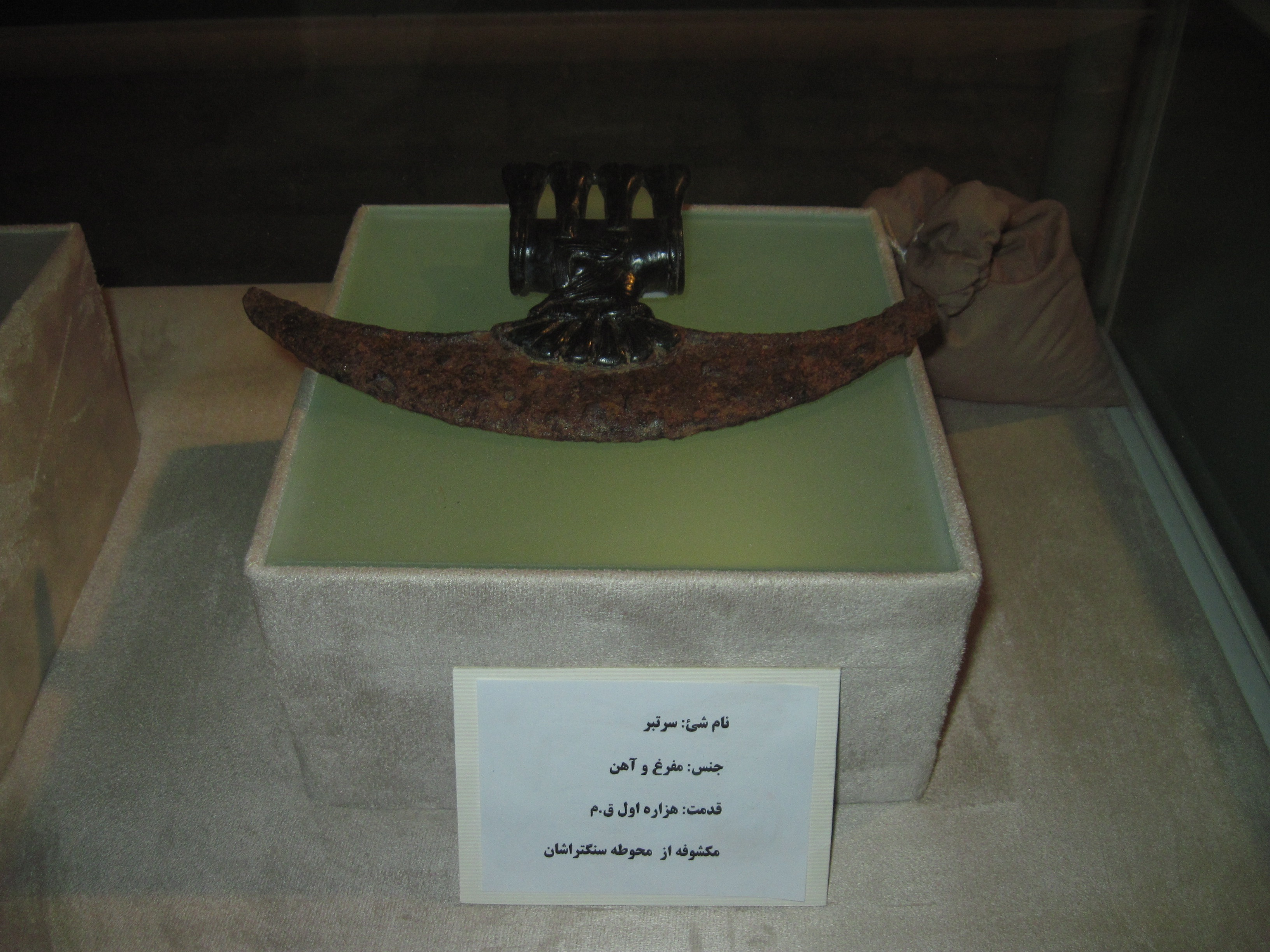
سرتبر مفرغ و آهن
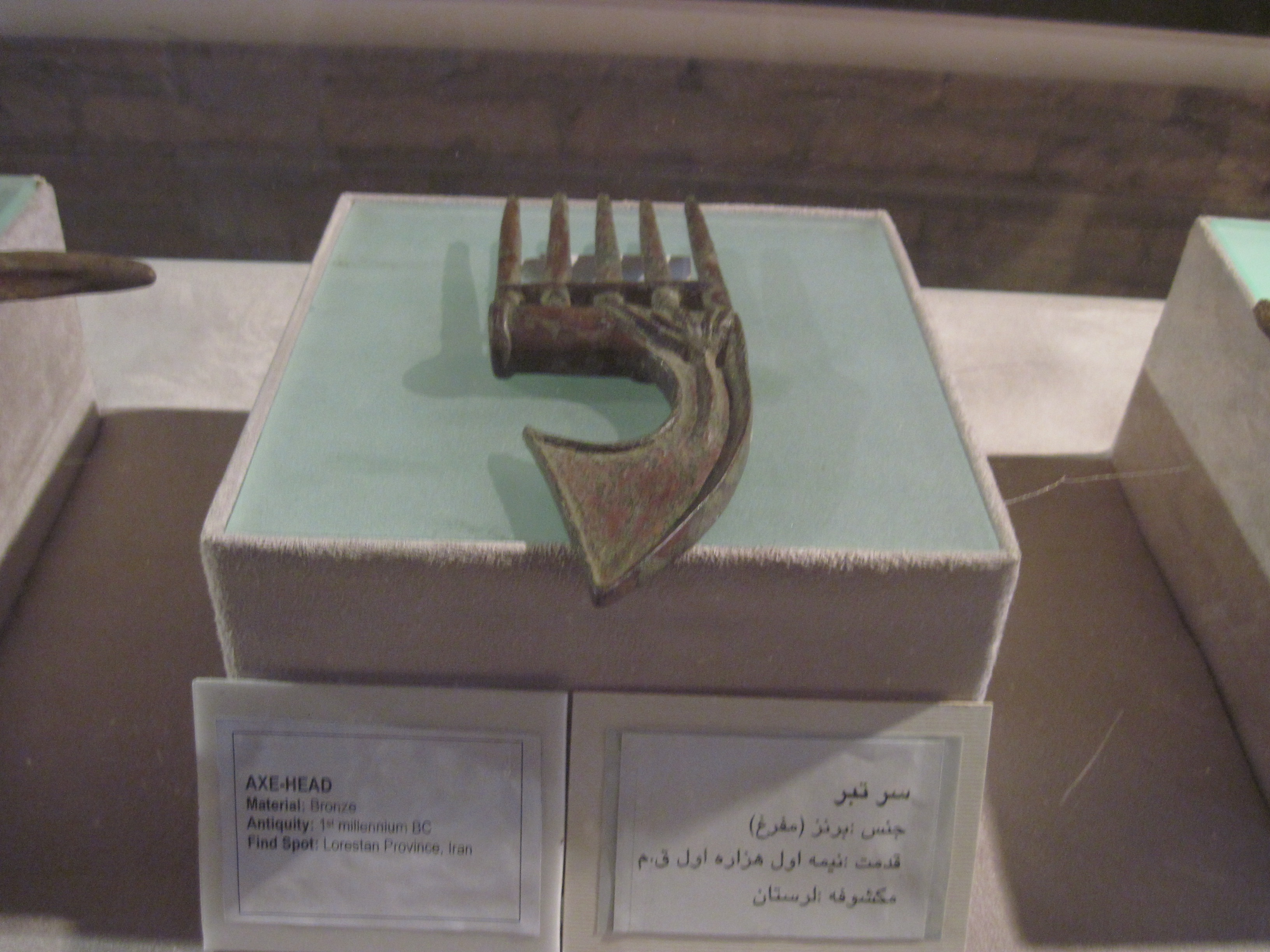
سرتبر مفرغی
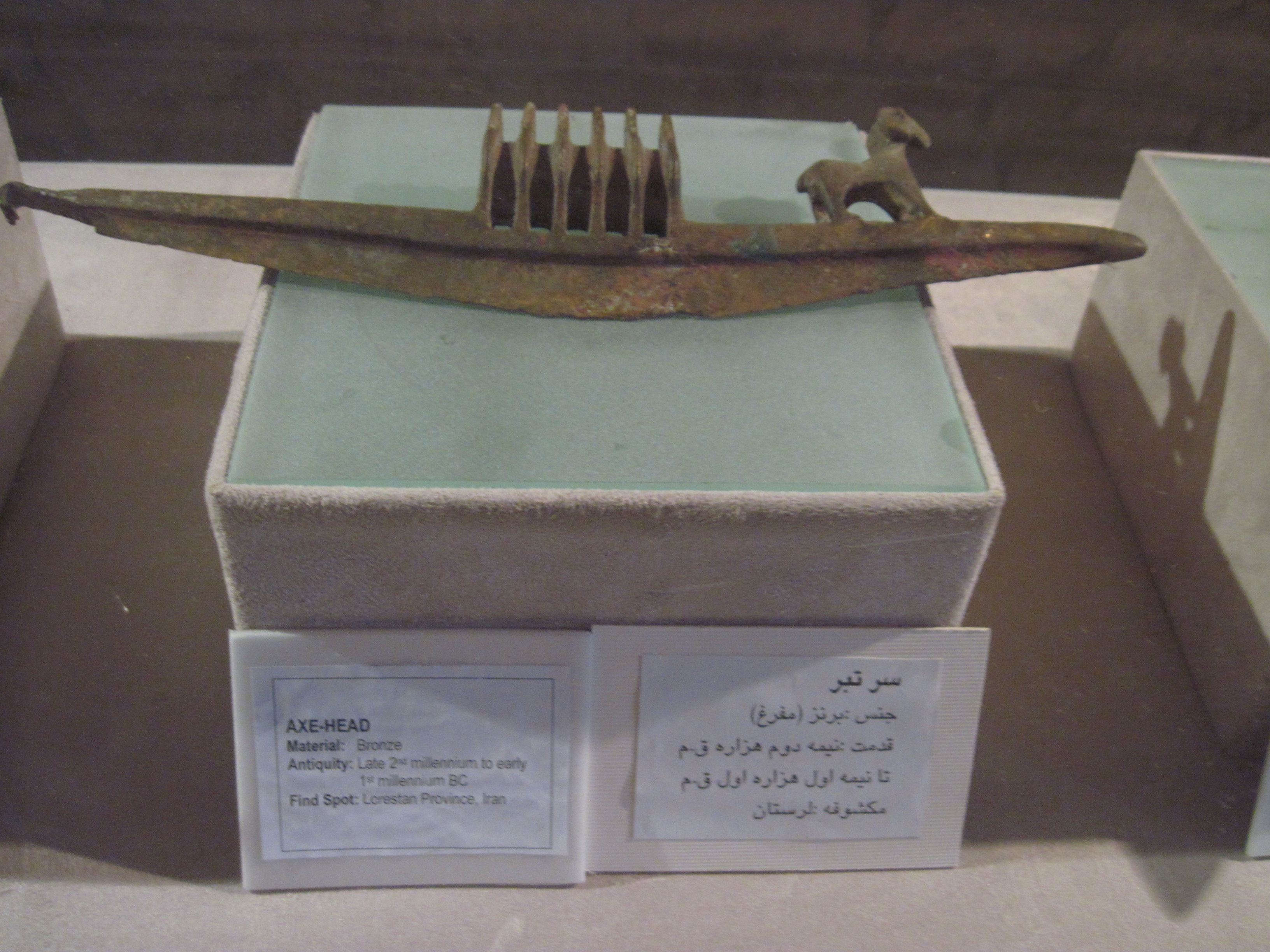
سرتبر مفرغی
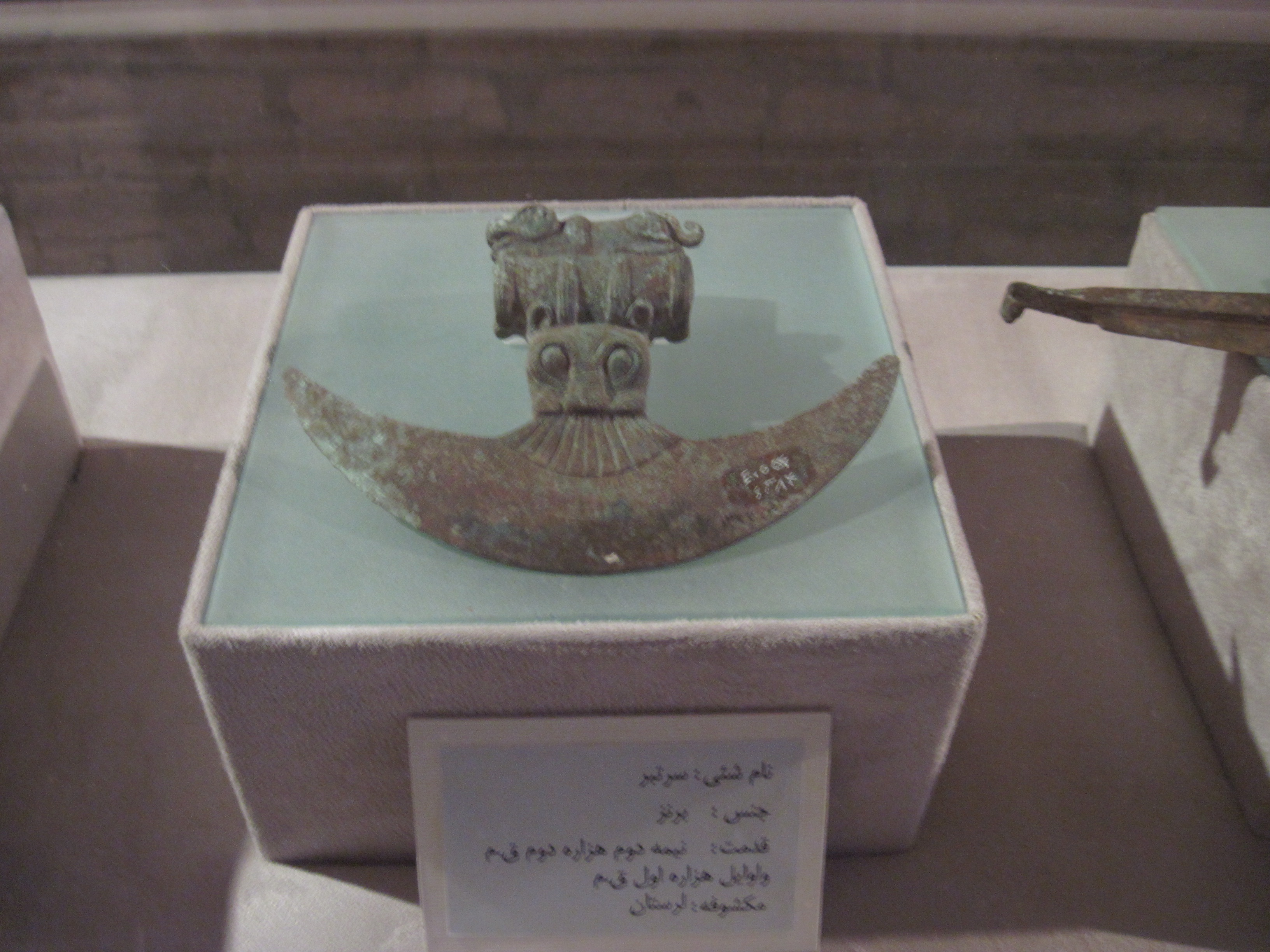
سرتبر مفرغی
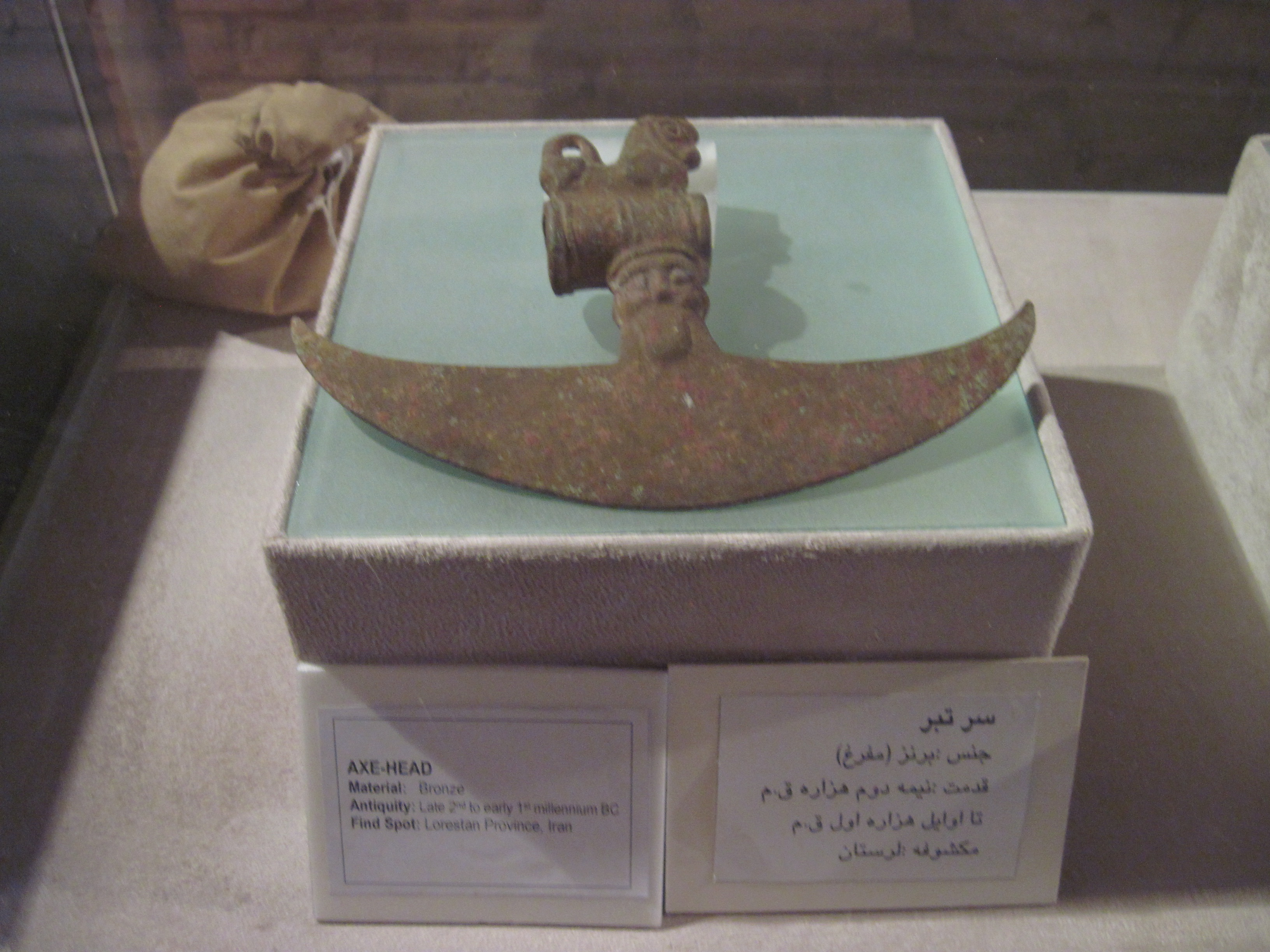
سرتبر مفرغی
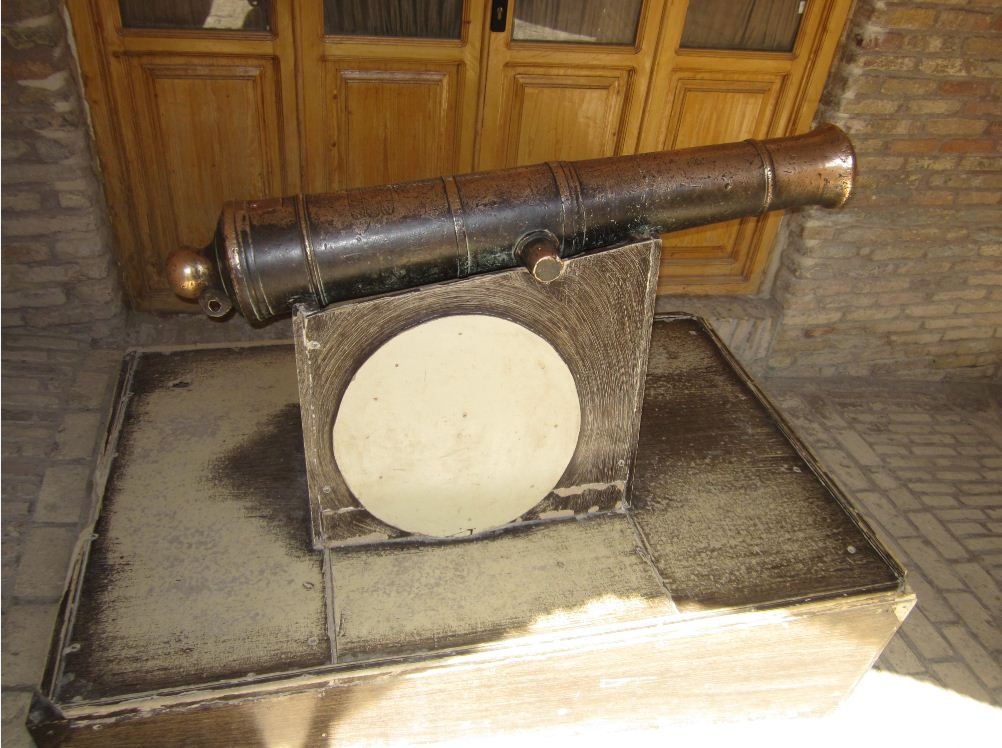
توپ جنگی-موزه قلعه فلک الافلاک